# Julián Alonso
Julián Alonso Pintor (Canet de Mar, 2 de agosto de 1977) é um ex-tenista profissional espanhol.